# Wolfsheim
Pour les articles homonymes, voir Wolfsheim (homonymie).
Wolfsheim est un groupe allemand de synthpop, originaire de Hambourg, actif entre 1987 et 2008. Le groupe est un duo composé de Peter Heppner le chanteur, et de Markus Reinhardt le compositeur et arrangeur des musiques électroniques. Leurs inspirations puisent leurs sources dans la new wave et les mouvements Nouveaux Romantiques des années 1980. 
Le groupe est très populaire en Allemagne, en témoigne leurs nombreux classements dans les premières places des hit-parades. Notamment grâce à leurs titres phares chantés d'une part dans leur langue maternelle Kein Zurück, Künstliche Welten, et d'autre part en anglais comme Once in a Lifetime, Blind, Find You're Gone.

## Histoire

### Débuts (1987–1997)
Le groupe est formé en 1987, à l'initiative de Markus Reinhardt et Pompejo Ricciardi. Leur nom s'inspire d'un des personnages de fiction du livre Gatsby le Magnifique de F. Scott Fitzgerald. Le frère de Reinhardt, Oliver, rejoint le groupe et, ensemble, ils produisent leur première démo.  Ricciardi quitte le groupe et se fait remplacer par Peter Heppner qui connait bien le groupe pour avoir grandi dans le même quartier de Hambourg. Oliver quitte à son tour le groupe, laissant les commandes au duo final : Peter Heppner (paroles et chants) et Markus Reinhardt (musique et compositions électroniques).
Leurs premiers concerts auront lieu dans un petit club de Hambourg, le Werkstatt 3. Après la réalisation de deux nouvelles démos, Wolfsheim sonne à la porte de plusieurs labels et finissent par attirer l'attention de la maison de disques Strange Ways Records avec laquelle ils signent un contrat. En 1991, le single The Sparrows and the Nightingales (Les moineaux et les rossignols) sort. Sans beaucoup de promotion, ce titre va recevoir un bel accueil en Allemagne. Cette chanson est devenue un classique de leur répertoire, et continue à être programmée dans les clubs et radios.
Se succèdent alors la sortie en 1992 de l'album No Happy View, et en 1993 de l'album Popkiller. En février 1995 sort la compilation 55578 qui contient de nombreuses chansons et singles jamais publiés sur un album (Elias,Youth and Greed etc). 55578 restera présent cinq semaines dans le classement des meilleurs disques allemands. En février 1996 sort leur quatrième album Dreaming Apes. Wolfsheim entamera alors sa première grande tournée qui accouchera d'un album live, Hamburg Rom Wolfsheim, en 1997. Wolfsheim va attirer fortement l'attention du public quand Peter Heppner enregistrera la chanson Die Flut (la marée) en duo avec Joachim Witt, un chanteur très populaire en Allemagne. La chanson sera un grand succès et se placera deuxième dans le hit-parade allemand.

### Spectators(1999–2002)
Leur sixième album Spectators sort en février 1999, et devient numéro deux du classement des meilleures ventes d'albums en Allemagne. La notoriété du groupe est devenue importante et pas moins de cinq titres seront produits en tant que single : Once in a Lifetime, It's Hurting for the First Time, Künstliche Welten, Sleep Somehow et Blind plus tard en 2004. L'album est très abouti et d'autres chansons comme Read the Lines, I Don't Love You Anymore ou Heroin deviendront aussi très populaires par la suite. 
L'été 2001 sera marqué par la présence de Wolfsheim dans plusieurs festivals en Allemagne (Bizarre Festival, Rock am Ring and Rock im Park) et en Belgique (Eurorock Festival). Le style musical de Wolfsheim va s'exporter jusqu'à atteindre les États-Unis en signant en 2001 avec le label américain Metropolis Records qui commencera par diffuser largement l'album Spectators. Cette même année, Heppner enregistrera des chansons en collaboration avec d'autres artistes : un duo avec le groupe allemand Schiller, Dream of You ainsi qu'une collaboration avec Goethes Erben sur la chanson Glasgarten. Markus Reihnardt travaille également de son côté dans le groupe Care Company qui sort en 2001 un album intitulé In the Flow.
En avril 2002, Wolfsheim sort un DVD intitulé Kompendium. Il couvre la tournée qui a suivi l'album Spectators,  présente des interviews ainsi que des vidéoclips du groupe.

### Casting Shadowset pause (2003–2005)
Casting Shadows, leur septième et dernier album, sortira en mars 2003. Il est classé premier dans le hit-parade allemand et certifié disque de platine. C'est l'album le plus abouti de Wolfsheim, une production sans reproche, des mélodies qui s'enchaînent parfaitement pour former l'œuvre emblématique du groupe. La symbiose est parfaite entre la musique de Markus et le chant de Peter. On notera la présence de deux titres chantés en allemand Wondervoll et Kein Zurück qui se verra classé pendant dix semaines au top du hit-parade allemand.
En 2004, Wolfsheim offre aux États-Unis leur première et unique tournée. Cette même année, Peter Heppner écrit une chanson avec le DJ Paul Van Dyk intitulé Wir Sind Wir. La voix et la présence de Peter est très appréciée en Allemagne et il compte à son actif de nombreuses collaborations avec d'autres artistes : Girls Under Glass, Schiller, Milù, Alice 2, Nena, Umbra et Imago, et José Alvarez-Brill. En décembre 2005, Heppner se lance en solo chez la major Warner Music Group.
En janvier 2008, le groupe annonce officiellement l'arrêt de leur collaboration. Pour le moment chacun poursuit son chemin de son côté. Peter Heppner sortira en 2008 un album intitulé Solo. Markus continue à composer sa musique électronique. Il a collaboré dernièrement à un projet intitulé Comfortable Cave Goodbye.

## Style musical
Le style musical du groupe se caractérise par un texture synthétique à l'atmosphère singulièrement chaude et entrainante de Markus Reinhardt qui s'harmonise parfaitement avec la voix douce et mélodieuse de Peter Heppner. À l'écoute, et en particulier sur les deux derniers albums, l'ambiance qui se dégage de leur musique donne l'impression de plonger dans un univers confortable et capitonné. Il s'inspire d'autres groupes new wave plus anciens comme Bauhaus et Kraftwerk.

## Discographie

### Albums studio
- 1992 : No Happy View
- 1993 : Popkiller
- 1995 : 55578
- 1996 : Dreaming Apes
- 1997 : Hamburg Rom Wolfsheim
- 1999 : Spectators
- 2003 : Casting Shadows

### Singles et EP
- 1991 : The Sparrows and The Nightingales
- 1992 : It's Not Too Late (Don't Sorrow)
- 1992 : Thunderheart
- 1993 : Now I Fall
- 1994 : Elias
- 1995 : Closer Still
- 1996 : A New Starsystem Has Been Explored
- 1998 : Once in a Lifetime
- 1998 : It's Hurting for the First Time
- 1999 : Künstliche Welten
- 1999 : Sleep Somehow
- 2003 : Kein Zurück
- 2003 : Find You're Gone
- 2004 : Blind 2004

### Démos
- 1988 : Ken Manage
- 1989 : Any but Pretty